# Arild Amundsen
Arild Eigil Amundsen (ur. 22 maja 1910 w Kristianii, zm. 14 kwietnia 1988 w Oslo) – norweski żeglarz, olimpijczyk.
Na regatach rozegranych podczas Letnich Igrzysk Olimpijskich 1960 wystąpił w klasie Dragon zajmując 4 pozycję. Załogę jachtu Lett tworzyli również Øivind Christensen i Carl Svae.